# Estación Nueva Vizcaya
Nueva Vizcaya es una estación de ferrocarril ubicada en la Localidad Homónima, en el Departamento Federal, Provincia de Entre Ríos, República Argentina.

## Servicios
Pertenece al Ferrocarril General Urquiza, en el ramal que une las estaciones de Concordia Central, y Federal.

## Ubicación
Se encuentra ubicada entre el apeadero El Gualeguay y la Estación Federal.